# 布古利馬區

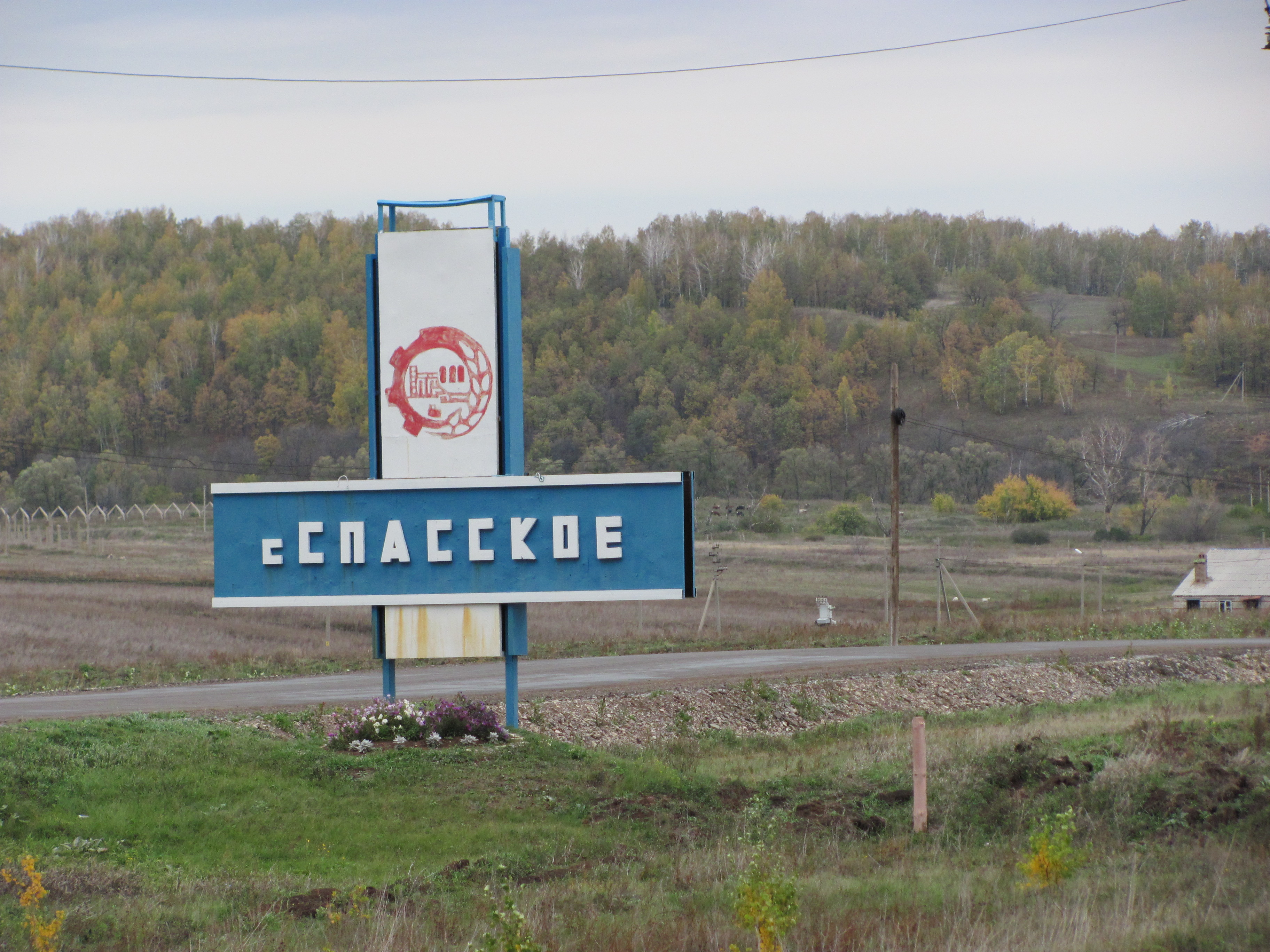

54°32′N 52°52′E / 54.533°N 52.867°E
布古利馬區（俄语：Бугульминский район），是俄羅斯的一個區，位於該國西部，由韃靼斯坦共和國負責管轄，面積1,408.6平方公里，2010年人口22,261，人口密度每平方公里15.8人。